# Valfajr (torpille)
La valfajr  (persan: والفجر) est une torpille intelligente iranienne. Pour la première fois lors des exercices navals Velayat 95 la Valfajr est tiré depuis des sous-marins. Il est dit que cette torpille lourde est une version améliorée de PT-97W / YT-534-W1, les torpilles nord-coréens,,,,